# 羽島市立竹鼻中学校
羽島市立竹鼻中学校（はしましりつ たけはなちゅうがっこう）は、岐阜県羽島市にある公立中学校。学校敷地の下を暗渠化した逆川が流れている。

## 沿革
- 1947年4月 -
  - 羽島郡竹鼻町に竹鼻町立竹鼻中学校が開設される。
  - 羽島郡江吉良村、福寿村、堀津村の三ヶ村組合立中部中学校が開設される。
- 1948年
  - 4月 - 組合立中部中学校が廃止され、江吉良村立江吉良中学校、福寿村立福寿中学校が開設される。堀津村は上中島村と学校組合を設置し、上中島中学校へ合流する。
  - 6月 - 竹鼻町立竹鼻中学校、江吉良村立江吉良中学校、福寿村立福寿中学校が統合され、竹鼻町江吉良村福寿村組合立竹鼻中学校が開設される。
- 1954年4月 - 羽島郡正木村、足近村、小熊村、竹鼻町、上中島村、下中島村、江吉良村、堀津村、福寿村及び桑原村が合併市制施行。羽島市となる。これにより組合立竹鼻中学校は羽島市立竹鼻中学校に改称する。
- 1958年 - 1974年 - 新校舎が建設される。
- 1991年3月 - 逆川暗渠（屋外運動場拡張）工事完成。屋外運動場が拡張されるとともに、運動場と校舎を結ぶ連絡橋が撤去され生徒が安全に逆川を渡ることが可能になる。
- 1993年4月 - これまで岐阜県内の中学校で生徒数が最も多いマンモス校だったが、中央中学校（新設）と竹鼻中学校に分離分割される。これにより、全校生徒数が1000人を下回ることになった。

## 全校生徒数
- 本校の全校生徒数：549名（2020年4月4日現在）

## 部活動

### 運動部
- サッカー部
- 陸上部
- 男女バレーボール部
- 男女バスケットボール部
- 男女ソフトテニス部
- 卓球部
- 柔道部
- 剣道部
- 野球部

### 文化部
- 吹奏楽部
- 茶華道部
- パソコン科学部
- 美術部

## 進学前小学校[1]
- 竹鼻小学校
- 福寿小学校

## 周辺施設
- 羽島市役所 - 道路を挟んで隣接
- 岐阜県立羽島高等学校
- 竹鼻別院
- 竹ヶ鼻城址
- 羽島市歴史民俗資料館・羽島市映画資料館
- 羽島市医師会准看護学校
- 羽島市立図書館

## 交通機関
- 名鉄竹鼻線 羽島市役所前駅より徒歩約5分
- 羽島市コミュニティバス 市役所前バス停下車、徒歩約5分

## 著名な卒業生
- 上山明博 - 1955年生まれ、 ノンフィクション作家
- 英智  - 1976年生まれ、中日ドラゴンズ外野手
- 吉田優平  - 1996年生まれ、 柔道家

## その他
- 2009年度より、下呂発温泉博物館名誉館長。温泉コラムニストの古田靖志先生が教頭を勤めていた。